# Relations entre la Lettonie et l'Union européenne
Les relations entre la Lettonie et l'Union européenne sont des relations verticales impliquant l'organisation supranationale et un de ses États membres.

## Historique
La Lettonie signe un traité d'adhésion à Athènes le 16 avril 2003 et intègre l'Union européenne en 1er mai 2004.
Le 1er janvier 2014, le pays rejoint la zone euro.
La Lettonie assure sa première présidence du Conseil de l'Union européenne lors du premier semestre 2015.

## Sources

## Compléments